# Paris Open 1978
Il Paris Open 1978 è stato un torneo di tennis che si è giocato sul cemento indoor. È stata la 10ª edizione del Paris Open, che fa parte del Colgate-Palmolive Grand Prix 1978. Il torneo si è giocato nello Stade de Coubertin di Parigi, dal 30 ottobre al 5 novembre 1978.

## Campioni

### Singolare
Robert Lutz ha battuto in finale  Tom Gullikson con il punteggio di 6–2, 6–2, 7–6

### Doppio
Bruce Manson /  Andrew Pattison hanno battuto in finale  Ion Țiriac /  Guillermo Vilas con il punteggio di 7–6, 6–2